# Tádžická sovětská socialistická republika
Tádžická sovětská socialistická republika (tádžicky Республикаи Советии Социалистии Тоҷикистон, Respublikai Sovetii Socialistii Tojikiston, rusky Таджикская Советская Социалистическая Республика, Tadžikskaja Sovetskaja Socialističeskaja Respublika) byla svazovou republikou SSSR ve střední Asii. Měla rozlohu 143 100 km². V roce 1985 měla 4,5 milionu obyvatel, z toho 58,8 % Tádžikové a 22,9 % Uzbekové, dále Rusové a Kyrgyzové. Hlavní město bylo Dušanbe.
Tádžická SSR hraničila na severu s Kyrgyzskou SSR, na západě s Uzbeckou SSR, na východě s ČLR a na jihu s Afghánistánem.
Tádžická SSR, původně od roku 1924 sovětská autonomní oblast, byla ustavena sovětskou svazovou republikou v roce 1929. Nezávislost získal Tádžikistán po rozpadu SSSR v roce 1991.

## Ekonomika
Tádžická SSR byla charakterizována jako země, která se během socialistické výstavby stala průmyslovou republikou s rozvinutým kolektivním zemědělstvím. Průmysl těžební (neželezné kovy, rtuť, ropa, zemní plyn, uhlí), energetický (hydroelektrárny), chemický, průmyslových hnojiv, textilní, papíru a celulózy, strojírenský, potravinářský, vinařský, stavebních hmot. V zemědělství důležité zavodňování, obděláno 6 % ploch. Pěstování bavlníku, obilnin, rýže, olejnin, tabáku, vinné révy, ovoce a zeleniny. Chov ovcí a koz (3,15 mil. ks v r. 1985), skotu (1,3 mil. ks v r. 1985), prasat, drůbeže a koní. Chov bource morušového.

## Stručný historický přehled
- 6. – 4. st. př. n. l. součást achaimenovské říše
- 329 – 327 př. n. l. dobyto Alexandrem Makedonským
- 3. – 2. st. př. n. l. součást Baktrie
- 1. st. př. n. l. – 4. st. n. l. součást říše Kušánů
- pol. 8. st. dobyto Araby, islamizace
- 9. – 13. st. postupně součást říše Samánovců, karachánovského státu a Chorezmu
- 13. st. vpád Mongolů
- 14. – 15. st. součást tímúrovské říše
- 16. – 19. st. součást bucharského chanátu
- 1868 sever připojen k Rusku, Buchara ruským vazalem
- listopad 1917 – únor 1918 ustavení sovětské moci
- 1918 – 1923 zápas sovětské moci s odpůrci
- od 1918 součást Turkestánské ASSR
- 1920 – 1924 Bucharská lidová sovětská republika
- 1921 – 1922 zemědělská a vodní reforma
- 27. 10. 1924 Tádžická ASSR v rámci Uzbecké SSR
- 1925 – 1927 zemědělská a vodní reforma
- 16. 10. 1929 Tádžická SSR
- 5. 12. 1929 svazovou republikou SSSR
- 24. 8. 1990 vyhlášena státní suverenita
- 9. 9. 1991 vyhlášení nezávislosti
- 25. 12. 1991 úplná nezávislost – rozpad SSSR

## Přehled představitelů
Pro období 1918 – 1925 viz Uzbecká sovětská socialistická republika.
- 16. 12. 1926 – 28. 12. 1933 – Nusratulla Maksum Lutfullayev – předseda Ústředního výkonného výboru; KPT
- 28. 12. 1933 – prosinec 1936 – Shirinsho Shotemor – předseda Ústředního výkonného výboru; KPT
- prosinec 1936 – září 1937 – Abdullo Rakhimbayevich Rakhimbayev – předseda Ústředního výkonného výboru; KPT
- září 1937 – 13. 7. 1938 – Munavar Shagadayev – předseda Ústředního výkonného výboru; KPT
- 13. 7. 1938 – 15. 7. 1938 – N. Ashurov – předseda Nejvyššího sovětu; KPT
- 15. 7. 1938 – 29. 7. 1950 – Munavar Shagadayev – předseda prezídia Nejvyššího sovětu; KPT
- 29. 7. 1950 – 24. 5. 1956 – Nazarsho Dodkhudoyev – předseda prezídia Nejvyššího sovětu; KPT
- 24. 5. 1956 – 28. 3. 1963 – Mirzo Rakhmatov – předseda prezídia Nejvyššího sovětu; KPT
- 28. 3. 1963 – leden 1984 – Makhmadullo Kholovich Kholov – předseda prezídia Nejvyššího sovětu; KPT
- leden 1984 – 17. 2. 1984 – Nizoramo Zaripovová a Vladimir Yakovlevich Oplanchuk – úřadující spolupředsedové prezídia Nejvyššího sovětu; KPT
- 17. 2. 1984 – 12. 4. 1990 – Gaibnasar Pallayevich Pallayev – předseda prezídia Nejvyššího sovětu; KPT
- 12. 4. 1990 – 30. 11. 1990 – Kakhar Makhkamovich Makhkamov – předseda prezídia Nejvyššího sovětu; KPT
- 30. 11. 1990 – 31. 8. 1991 – Kakhar Makhkamovich Makhkamov – prezident; KPT
- 31. 8. 1991 – 23. 9. 1991 – Kadreddin Aslonovich Aslonov – úřadující prezident; KPT
- 23. 9. 1991 – 6. 10. 1991 – Rakhmon Nabiyevich Nabiyev – prezident; bezp.
- 6. 10. 1991 – 2. 12. 1991 – Akbarsho Iskandarovich Iskandarov – úřadující prezident; bezp.
- 2. 12. 1991 – 25. 12. 1991 (– 7. 9. 1992) – Rakhmon Nabiyevich Nabiyev – prezident; KPT

## Administrativní členění
Tádžická SSR se členila na 1 autonomní oblast, 3 oblasti a 45 rajonů.

### Autonomní oblast
| Název                              | Rozloha v km² | Počet obyvatel (1985) | Administrativní středisko |
| ---------------------------------- | ------------- | --------------------- | ------------------------- |
| Hornobadachšanská autonomní oblast | 63 700        | 146 000               | Chorog                    |

### Oblasti
| Název         | Rozloha v km² | Počet obyvatel (1985) | Administrativní středisko |
| ------------- | ------------- | --------------------- | ------------------------- |
| Kuljabská     | 12 000        | 529 000               | Kuljab                    |
| Kurgantjubská | 12 600        | 911 000               | Kurgan-Tjube              |
| Leninabadská  | 26 100        | 1 402 000             | Leninabad                 |